# Ludwig von Pfnorr
Ludwig Pfnorr, seit 1841 von Pfnorr, (* 24. April 1781 in Usingen; † 22. März 1853 in Karlsruhe) war ein badischer Generalmajor.

## Leben
Pfnorr war ein Sohn des hessischen Geheimen Regierungsrats Heinrich Pfnorr. Er studierte Jura in Gießen, wo er zu den Stiftern des Corps Franconia II gehörte, trat aber 1806 in nassauische Militärdienste und wurde 1811 nassauischer Major und Chef des Generalstabs. Pfnorr nahm auf französischer Seite an den Feldzügen von 1806/07 gegen Preußen und Schweden und 1808 bis 1810 gegen Spanien teil. 1813 wechselte er in badische Dienste, kommandierte in den Befreiungskriegen als Major das 2. badische Infanterie-Regiment und war zuletzt im badischen Generalstab. 1825 avancierte er zum Oberstleutnant. 1832 wurde er Kommandeur des leichten Infanterie-Bataillons, dann der 1. Infanterie-Brigade. Ab 1831 war er Direktor der höheren Bildungsanstalt für Offiziere und 1832 Militärkommissär beim Bundestag in Frankfurt am Main. 1840 wurde er zum Generalmajor befördert und im Jahr darauf in den erblichen badischen Adelsstand erhoben.